# Асадов, Эдуард Аркадьевич
Эдуа́рд Арка́дьевич Аса́дов (7 сентября 1923, Мерв, Туркестанская АССР — 21 апреля 2004, Одинцово, Московская область) — советский поэт и прозаик. Участник Великой Отечественной войны.

## Биография
Родился в армянской семье, в городе Мары Туркестанской АССР. Родители работали учителями. Отец Арташес Асадьянц (1898—1929), учился в Томском технологическом институте, член партии эсеров. 9 ноября 1918 года был арестован на Алтае, освобождён 10 декабря 1919 года группой П. Канцелярского. Из тюрьмы вышел большевиком, служил следователем Алтайской губЧК. С будущей супругой Лидией Ивановной Курдовой (1902—1984) познакомился в Барнауле. В 1921 году уехал на Кавказ, комиссар стрелкового полка, командир стрелковой роты. С 1923 года — учитель в г. Мары, Туркестанской АССР.
После смерти отца в 1929 году Эдуард Асадов переехал с матерью в Свердловск, где жил его дед — врач Иван Калустович Курдов (1867—1938), выпускник Казанского университета, организатор санитарно-эпидемиологического дела и лечебно-профилактической помощи на Урале. Дядя — советский художник Валентин Иванович Курдов.
В восьмилетнем возрасте написал своё первое стихотворение. Вступил в пионеры, затем был принят в комсомол. С 1939 года жил в Москве на Пречистенке, в бывшем доходном доме Исакова. Учился в 38-й московской школе, которую окончил в 1941 году. Через неделю после выпускного вечера началась Великая Отечественная война. Асадов ушёл добровольцем на фронт, был наводчиком миномёта, потом помощником командира батареи «Катюш» на Северо-Кавказском и 4-м Украинском фронтах. Воевал на Ленинградском фронте.
В ночь с 3 на 4 мая 1944 года в боях за Севастополь под Бельбеком получил тяжелейшее ранение осколком снаряда в лицо. Теряя сознание, он довёл грузовой автомобиль с боеприпасами до артиллерийской батареи. За этот подвиг гвардии лейтенант Асадов был награждён орденом Красной Звезды. Последовало продолжительное лечение в госпиталях. Врачи спасли его жизнь, но не смогли сохранить зрение; и с того времени Асадов был вынужден до конца жизни носить чёрную «полумаску» на лице.
Что было потом? А потом был госпиталь и двадцать шесть суток борьбы между жизнью и смертью. «Быть или не быть?» — в самом буквальном смысле этого слова. Когда сознание приходило — диктовал по два-три слова открытку маме, стараясь избежать тревожных слов. Когда уходило сознание, бредил.
Было плохо, но молодость и жизнь всё-таки победили. Впрочем, госпиталь был у меня не один, а целая обойма. Из Мамашаев меня перевезли в Саки, затем в Симферополь, потом в Кисловодск в госпиталь имени Десятилетия Октября (теперь там санаторий), ну, а оттуда — в Москву. Переезды, скальпели хирургов, перевязки. И вот самое трудное — приговор врачей: «Впереди будет всё. Всё, кроме света». Это-то мне предстояло принять, выдержать и осмыслить, уже самому решать вопрос: «Быть или не быть?». А после многих бессонных ночей, взвесив всё и ответив: «Да!» — поставить перед собой самую большую и самую важную для себя цель и идти к ней, уже не сдаваясь.
Я вновь стал писать стихи. Писал и ночью и днём, и до и после операции, писал настойчиво и упорно. Понимал, что ещё не то и не так, но снова искал и снова работал. Однако какой бы ни была твёрдой воля у человека, с каким бы упорством ни шёл он к поставленной цели и сколько бы труда ни вложил в своё дело, подлинный успех ему ещё не гарантирован. В поэзии, как и во всяком творчестве, нужны способности, талант, призвание. Самому же оценить достоинство своих стихов трудно, ведь пристрастнее всего относишься именно к себе.

Никогда не забуду этого 1 мая 1948 года. И того, каким счастливым я был, когда держал купленный возле Дома учёных номер журнала «Огонёк», в котором были напечатаны мои стихи. Вот именно, мои стихи, а не чьи-то другие! Мимо меня с песнями шли праздничные демонстранты, а я был, наверное, праздничнее всех в Москве!
В 1946 году поступил в Литературный институт имени А. М. Горького, который с отличием окончил в 1951 году. В том же году опубликовал первый сборник стихов «Светлая дорога» и был принят в члены КПСС и в Союз писателей. 
Служил литконсультантом в «Литературной газете», журналах «Огонёк» и «Молодая гвардия», в издательстве «Молодая гвардия». Писал лирические стихи, поэмы (в том числе автобиографическая «Снова в строй», 1948), рассказы, эссе. Как поэт получил известность ещё в начале 1960-х годов, но пика его успех достиг во второй половине 1970-х. Тогда его книги, выходившие шестизначными тиражами, моментально исчезали с прилавков книжных магазинов. Литературные вечера поэта, организованные по линии Бюро пропаганды СП СССР, Москонцерта и различных филармоний, на протяжении почти 40 лет проходили с неизменным аншлагом в крупнейших концертных залах страны, вмещавших до 3 000 человек.
В последние годы жил и работал в писательском посёлке ДНТ Красновидово. После распада СССР публиковался в издательствах «Славянский диалог», «Эксмо» и «Русская книга». Скончался на 81-м году жизни в Одинцове.
Похоронен на Кунцевском кладбище. Своё сердце поэт завещал захоронить на Сапун-горе в Севастополе. Однако, по свидетельствам сотрудников музея на Сапун-горе, родственники были против, потому завещание Асадова выполнено не было.

## Семья
- Жена — Ирина Викторова, актриса Центрального Детского Театра.
  - Сын — Аркадий Эдуардович Асадов (род. 1955)
    - Внучка — Кристина Аркадьевна Асадова (род. 1978), преподаватель итальянского языка.
- Жена — Галина Валентиновна Разумовская (1925-1997), артистка Москонцерта.

## Творчество
Эдуард Асадов — автор 47 книг: «Снежный вечер» (1956), «Солдаты вернулись с войны» (1957), «Во имя большой любви» (1962), «Лирические страницы» (1962), «Я люблю навсегда» (1965), «Будьте счастливы, мечтатели» (1966), «Остров романтики» (1969), «Доброта» (1972), «Песня о бессловесных друзьях» (1974), «Ветра беспокойных лет» (1975), «Созвездие Гончих Псов» (1976), «Годы мужества и любви» (1978), «Компас счастья» (1979), «Именем совести» (1980), «Дым Отечества» (1983), «Сражаюсь, верую, люблю!» (1983), «Высокий долг» (1986), «Судьбы и сердца» (1990), «Зарницы войны» (1995), «Не надо сдаваться, люди» (1997), «Не надо отдавать любимых» (2000), «Не проходите мимо любви. Поэзия и проза» (2000), «Смеяться лучше, чем терзаться. Поэзия и проза» (2001) и другие. Кроме того, Эдуард Асадов писал и прозу (рассказы «Зарницы войны», «Разведчица Саша», повести «Фронтовая весна» и «Гоголевский бульвар»). Переводил стихи поэтов Башкирии, Грузии, Калмыкии, Казахстана, Узбекистана.
При всей популярности у публики, особенно женской, Асадов не получил признания в литературных кругах, где его стихи воспринимались как «рифмованные прописи» для плебса. В двухтомнике «История русской литературы (1950-е — 1990-е)» он вообще не упоминается. Евтушенко подтрунивал над недалёкими девушками «с парой асадовских строк под кудряшками». По оценке Д. Быкова, стихи Асадова, поэта сентиментального и назидательного, «не выдерживают никакой критики с точки зрения литературных критериев».

## Признание
- На Сапун-горе в музее «Защита и освобождение Севастополя» есть стенд, посвящённый Эдуарду Асадову и его творчеству.

### Награды
- орден Красной Звезды (1 февраля 1945)
- Два ордена «Знак Почёта» (28 октября 1967; 18 сентября 1973)
- Медаль «За оборону Ленинграда»
- Медаль «За победу над Германией в Великой Отечественной войне 1941—1945 гг.»
- орден Отечественной войны I степени (11 марта 1985)
- Почётный гражданин Севастополя (1989)
- Орден Дружбы народов (20 октября 1993) — за заслуги в развитии отечественной литературы и укрепление межнациональных культурных связей[13]
- Орден Почёта (7 сентября 1998) — за большой вклад в отечественную литературу[14]
- Орден «За заслуги перед Отечеством» IV степени (7 февраля 2004) — за большие заслуги в развитии отечественной литературы[15]

18 ноября 1998 года Указом так называемого постоянного Президиума Съезда народных депутатов СССР Эдуарду Асадову было присвоено звание «Герой Советского Союза» с вручением ордена Ленина.